# Tristachyideae
Tristachyideae Sánchez-Ken & L.G. Clark, 2010 è una tribù di piante angiosperme monocotiledoni appartenente alla famiglia delle Poacee (o Gramineae, nom. cons.), sottofamiglia Panicoideae.

## Etimologia
Il nome della tribù deriva dal suo genere tipo Tristachya Nees, 1829 il cui nome deriva da due parole greche "treis" (= tre) e "stachys" (= spiga), e indica delle infiorescenze a tre spighette.
Il nome scientifico della tribù è stato definito dai botanici Sánchez-Ken e L.G. Clark nella pubblicazione "American Journal of Botany" (Amer. J. Bot. 97: 1743) del 2010.

## Descrizione

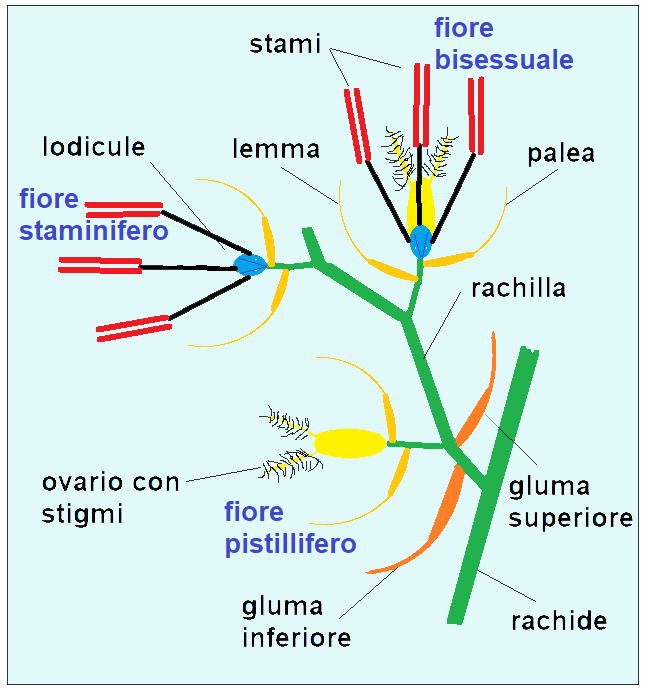
Spighetta generica con tre fiori diversi

### Portamento
Il portamento delle specie di questo gruppo in genere è cespitoso, rizomatoso-corto o stolonifero con cicli biologici annuali o perenni; raramente queste piante sono simili a canne. I culmi, in genere eretti o pendenti, possono essere ramificati. Gli internodi sono cavi.

### Foglie
Le foglie lungo il culmo sono disposte in modo alterno, sono distiche e si originano dai vari nodi. Sono composte da una guaina, una ligula e una lamina. Le venature sono parallelinervie. I pseudopiccioli sono mancanti.
- Guaina: la guaina è abbracciante il fusto; in genere sono più corte degli internodi.
- Ligula: le ligule sono membranosa e terminano con una linea di peli; a volte sono ridotte ad una frangia di peli.
- Lamina: la lamina ha delle forme generalmente lineari e piatte o talvolta lanceolate oppure arrotolate. In alcune specie i margini fogliari sono cartilaginei.

### Fiori
- Infiorescenza principale (sinfiorescenza o semplicemente spiga): le infiorescenze, ascellari e terminali, in genere si presentano da poco a molto ramificate (o con rami primari non ramificati, o rami primari ramificati formanti rami di ordine superiore) e sono formate da gruppi di spighette (a 2 o a 3) ed hanno la forma di una pannocchia. La pannocchia a volte è stretta ed appuntita.
- Infiorescenza secondaria (o spighetta): le spighette, compresse più o meno lateralmente, sottese da due brattee distiche e strettamente sovrapposte chiamate glume (inferiore e superiore), sono formate da due fiori bisessuali. Possono essere presenti dei fiori sterili; in questo caso sono in posizione distale rispetto a quelli fertili. Alla base di ogni fiore sono presenti due brattee: la palea e il lemma. La disarticolazione avviene con la rottura dell'intero gruppo di spighette oppure sopra le glume. in Gilgiochloa i pedicelli sono in gran parte fusi con il rachide. Il colore di alcune spighette è marrone. Raramente la rachilla si estende oltre i fiori.
- Glume: le glume sono membranose e di colore diverso dai lemmi.
- Palea: la palea, eventualmente carenata (o bicarenata) con forme da lineari a lanceolate, è membranosa con o senza barbe. In Gilgiochloa le palee inferiori sono spesse e dure; quelle superiori hanno la chiglia alata.
- Lemma: il lemma è membranoso e coriaceo, spesso termina con un ciuffo di peli o con due denti o lobi; il lemma del fiore inferiore è simile alla glume superiore; le venature sono 3 - 9.
- I fiori fertili sono attinomorfi formati da 3 verticilli: perianzio ridotto, androceo e gineceo.
- Formula fiorale:[5]

*, P 2, A (1-)3(-6), G (2–3) supero, cariosside.
- Il perianzio è ridotto e formato da due lodicule, delle squame traslucide, poco visibili (forse relitto di un verticillo di 3 sepali). Le lodicule hanno una consistenza carnosa.
- L'androceo è composto da 2 - 3 stami ognuno con un breve filamento libero, una antera sagittata e due teche. Le antere sono basifisse con deiscenza laterale. Il polline è monoporato.
- Il gineceo è composto da 3-(2) carpelli connati formanti un ovario supero. L'ovario, glabro, ha un solo loculo con un solo ovulo subapicale (o quasi basale). L'ovulo è anfitropo e semianatropo e tenuinucellato o crassinucellato. Lo stilo, breve, è unico con due stigmi in genere piumosi.

### Frutti
I frutti sono del tipo cariosside, ossia sono dei piccoli chicchi indeiscenti, con forme da oblunghe a obovate-oblunghe, nei quali il pericarpo è formato da una sottile parete che circonda il singolo seme. In particolare il pericarpo è fuso al seme ed è aderente. L'endocarpo non è indurito e l'ilo è puntiforme. L'embrione è provvisto quasi sempre di epiblasto ha un solo cotiledone (allungato) altamente modificato (scutello con fessura) in posizione laterale. I margini embrionali della foglia si sovrappongono.

## Biologia
Come gran parte delle Poaceae, le specie di questo genere si riproducono per impollinazione anemogama. Gli stigmi più o meno piumosi sono una caratteristica importante per catturare meglio il polline aereo.
La dispersione dei semi avviene inizialmente a opera del vento (dispersione anemocora) e una volta giunti a terra grazie all'azione di insetti come le formiche (mirmecoria).

## Distribuzione e habitat
Le specie di questo gruppo sono presenti soprattutto in Africa e America.

## Tassonomia
La famiglia delle Poacee comprende circa 800 generi e oltre 9.000 specie. È una delle famiglie più numerose e più importanti del gruppo delle monocotiledoni. La famiglia è suddivisa in 12 sottofamiglie, la tribù Tristachyideae fa parte della sottofamiglia Panicoideae.

### Generi
La tribù comprende 8 generi :
- Danthoniopsis Stapf
- Dilophotriche (C.E.Hubb.) Jacq.-Fél.
- Gilgiochloa Pilg.
- Loudetia Hochst. ex Steud.
- Loudetiopsis Conert
- Trichopteryx Nees
- Tristachya Nees
- Zonotriche (C.E.Hubb.) J.B.Phipps

### Filogenesi
All'interno della famiglia Poaceae la sottofamiglia Panicoideae appartiene al clade "PACMAD" (formato dalle sottofamiglie Aristidoideae, Arundinoideae, Micrairoideae, Danthonioideae, Chloridoideae e Panicoideae). Questo clade con il clade BEP (formato dalle sottofamiglie Ehrhartoideae, Bambusoideae e Pooideae) forma un "gruppo fratello" (il clade BEP a volte è chiamato clade "BOP" in quanto la sottofamiglia Ehrhartoideae a volte è chiamata Oryzoideae). La sottofamiglia di questa voce, nell'ambito del clade "PACMAD", a parte la sottofamiglia Aristidoideae in posizione "basale", forma un "gruppo fratello" con il resto delle sottofamiglie del clade.
Il clade "PACMAD" è un gruppo fortemente supportato fin dalle prime analisi filogenetiche di tipo molecolare. Questo gruppo non ha evidenti sinapomorfie morfologiche con l'unica eccezione dell'internodo mesocotiledone allungato dell'embrione. Questo clade inoltre è caratterizzato, nella maggior parte delle piante, dal ciclo fotosintetico di tipo C4 (ma anche a volte tipo C3 in quanto ancestralmente era C3. ).
La tribù Tristachyideae fa parte del primo gruppo di tribù che si sono differenziate nell'ambito della sottofamiglia e con la tribù Steyermarkochloeae forma un "gruppo fratello". Nelle specie di questa tribù il ciclo fotosintetico è del tipo C4). In passato gran parte dei generi di questo gruppo erano inclusi nella tribù Arundinelleae (supertribù Andropogonodae).
Per questo gruppo sono evidenziate le seguenti sinapomorfie:
- Tristachya: gli stami possono essere 2 o 3.
- Gilgiochloa: i pedicelli sono in gran parte fusi con il rachide; la palea inferiore è spessa e dura; la palea superiore ha la chiglia alata.
- Loudetia: il callo della spighetta è provvisto di due denti oppure ha una singola protuberanza appuntita e obliqua; la chiglia della palea superiore è spessa; gli stami sono due.

Il cladogramma seguente, tratto dallo studio citato, mostra l'attuale conoscenza filogenetica della tribù.
|  | Tristachya                                                 |
|  |                                                            |
|  | \| \| Danthoniopsis \| \| \| \| \| \| Loudetia \| \| \| \| |
|  |                                                            |
|  | Danthoniopsis                                              |
|  |                                                            |
|  | Loudetia                                                   |
|  |                                                            |

|  | Danthoniopsis |
|  |               |
|  | Loudetia      |
|  |               |